# Isabel Güell i López
Isabel Güell i López (Barcelona, 23 de novembre de 1872 - Barcelona, 8 de maig de 1956), marquesa de Castelldosrius, fou una compositora catalana.

## Biografia
Isabel Maria Francesca de Paula Lluïsa Clementina Güell i López, va néixer a Barcelona el 23 de novembre de 1872. Fou filla d'Eusebi Güell Bacigalupi, primer comte de Güell i d'Isabel López Bru, nascuda a Cuba, filla del primer marquès de Comillas, Antonio López y López. El seu pare fou el mecenes de Gaudí, a qui va encarregar diverses obres al llarg de la seva vida, com el Palau Güell o el Parc Güell. La seva cosina era sor Eulàlia Anzizu.
Des de ben petita va tenir una gran afició a la música. Tocava el piano i l'orgue, i inicà els seus estudis musicals amb Josep Garcia Robles, compositor àulic del seu pare.  Es va formà musicalment a Barcelona i a París, rebent lliçons d'orgue de la mà de la seva tia Josepa Bacigalupi. Durant l'epidèmia de còlera de 1885, juntament amb la seva família, va traslladar-se a Versalles. Durant aquesta etapa Isabel i la seva germana Maria Lluïsa van rebre lliçons d'orgue d'Eugène Gigout.
Isabel va formar part de la coral de l'Institut de Cultura i Biblioteca Popular per a la Dona, dirigit per Francesca Bonnemaison. També va compartir interessos amb el cercle d'autores de la revista Feminal, dirigida per Carme Karr, que era un suplement del semanari La Il·lustració catalana.
Compromesa amb la societet, dedicà gran part de la seva activitat a la caritat i a l'educació. El 1902 va ser nomenada vocal de la Junta d'Instrucció Pública de Barcelona. A partir de 1939 va dedica-se a l'educació dels seus nets i els va fer classes de música i de francès.
Es casà l'any 1901 amb Carles Sentmenat i Sentmenat, marquès de Castelldosrius, Gran d'Espanya, marquès d'Orís, baró de Santa Pau. Gaudí va decorar la casa del jove matrimoni al carrer Junta de Comerç. S'explica l'anècdota que Gaudí, en no poder encabir el piano de cua d'Isabel, li va recomanar que toqués el violí. Aquest fet el recull Josep Carner en un auca del seu llibre Auques i ventalls.
Isabel Güell i López morí a Barcelona el 8 de maig de 1956.

## Obra
Va compondre diverses peces, sobretot de música religiosa, que es van interpretar en diferents moments com, per exemple, el 23 d'abril de 1911 en una missa celebrada a la Colònia Güell per la festa de Sant Jordi. Va musicar poemes de Jacint Verdaguer i també va escriure un Te Deum (1918) i un Stabat Mater (1917).
- Amunt! (1889). Lletra: Ramon Picó i Campanar.
- Gavota (1890). Dedicada a Enriqueta Goletti.
- La llar (1890). Dedicada al seu fill Fèlix de Sentmenat i Güell. Lletra: Ramon Picó i Campanar.
- Sanctus (1892)
- Ave María (ed. Londres 1894). Lletra: Ramon Picó i Campanar.
- Minuet [(1894)]
- Letanías de la Virgen (1896)
- Serenata [(1896)]
- Pater Noster (1897)
- Cant del sometent (1898). Lletra: Eulàlia Anzizu.
- Rima (1898). Lletra: Gustavo Adolfo Bécquer.
- Te Deum (1898)
- Offerimus tibi Domine (1899)
- Psallite Deo nostro (1899)
- Ecce lignum (1905)
- Corpus Christi (1911). Lletra: Ramon Picó i Campanar.
- Jesús als noys (1911)
- Pregaria al Sagrat Cor de Jesús (1911)
- Balada (1912). Dedicada a Melcior Rodríguez Alcántara. Lletra: Johan Roiç de Corella.
- Barcarola "Lo que diu una cançó" (1912). Lletra: Miquel Costa i Llobera.
- Domine Dominus noster (1913)
- La rosa marcida (1915). Dedicada a la coral de l'Institut de Cultura Popular per a la Dona. Lletra: Jacint Verdaguer.
- Sacris solemnis (1915)
- Cançó trista (1916). Lletra: Apel·les Mestres.
- Stabat Mater (1917)
- Jubilate Deo omnis terra, Psalmo XCIX (1918)
- Benedictus. Lletra: Isabel López i Bru.
- Comunión
- Douce espérance. Dedicada a Maria Cristina d'Habsburg, reina regent.

## Discografia
- CD "Compositores catalanes. Generació modernista". Maria Teresa Garrigosa (soprano) i Heidrun Bergander (piano). La mà de guido. Dip.leg. B-45116-2008.[5]